# Johann Kaspar Bechstedt
Johann Kaspar Bechstedt (* 1735 in Kahlwinkel; † 5. März 1801 in Wolfsbrück, Kirchspiel Sörup) war ein deutscher Gärtner und Fachschriftsteller.

## Leben
Bechstedt war der Sohn des Steuereinnehmers Hans Caspar Bechstedt. Er wuchs im Waisenhaus der Franckeschen Stiftungen in Halle auf. Nach der Schule erlernte er die Gärtnerei. Als Geselle auf der Wanderschaft reiste er durch Sachsen, Thüringen, Preußen und Hannover, wo er bedeutende Schlossgarten-Anlagen kennenlernte. 
1761 kam Bechstedt nach Schleswig-Holstein, bis 1770 arbeitete er als Gärtner auf Gut Saxtorf in Schwansen und ab 1766 auch für Caspar von Saldern auf Gut Schierensee. Anschließend wurde er von vielen namhaften Gutsherren als Gartenfachmann engagiert, so vom Landgraf Carl von Hessen, für den er die Gartenanlage von Louisenlund gestaltete. 1771 und dann wieder von 1775 bis 1780 arbeitete er in Gelting im Dienst des Barons von Geltingen, wo er eine Gutsgärtnerei einrichtete. Aus Gelting schied er im Streit, der vor Gericht zu Gunsten Bechstedts entschieden wurde. Bechstedt arbeitete später als Handelsgärtner in Schwensby, wo er bei Wolfsbrück ein Haus baute oder kaufte. 1796 wurde er damit beauftragt, einen großen Garten für das neue Pastorat in Quern anzulegen. 
Bechstedt verfasste mehrere Fachbücher zum Thema Gartenbau. Er war zwei Mal verheiratet, aus der ersten Ehe gingen zwei, aus der zweiten sechs Kinder hervor. 

## Veröffentlichungen
- Vollständiges niedersächsisches Land- und Garten-Buch. 3 Bde., Kortensche Buchhandlung, Flensburg 1772–1773.
  - Bd. 1: Vom Ackerbau und von Frucht-Bäumen, 1772 (Digitalisat).
  - Bd. 2: Von Blumen, 1772 (Digitalisat)
  - Bd. 3: Von Pflanzen, welche zur Zierde der Gärten dienen, 1773 (Digitalisat)
- Der Küchengartenbau für den Gärtner und den Gartenliebhaber. Röhß, Schleswig 1795 (Digitalisat)
- Küchengartenkalender oder kurze Anweisung zu den wichtigsten in jedem Monate im Küchengarten vorzunehmenden Geschäften : soweit diese sich ohngefähr im Allgemeinen bestimmen lassen. Röhß, Schleswig 1795 (Digitalisat).
- Oeconomisches Handbuch für den Landmann und Gartenliebhaber, mit bes. Rücksicht auf die Herzogthümer Schleswig und Holstein. Hammerich, Altona 1802.